# Beniakovce
Beniakovce – wieś (obec) na Słowacji położona w kraju koszyckim, w powiecie Koszyce-okolice. Pierwsze wzmianki o miejscowości pochodzą z roku 1379. 
Według danych z dnia 31 grudnia 2012, wieś zamieszkiwało 641 osób, w tym 325 kobiet i 316 mężczyzn.
W 2001 roku rozkład populacji względem narodowości i przynależności etnicznej wyglądał następująco:
- Słowacy – 98,2%
- Czesi – 0,18%
- Polacy – 0,18%
- Romowie – 0,72%
- Węgrzy – 0,18%

Ze względu na wyznawaną religię struktura mieszkańców kształtowała się w 2001 roku następująco:
- Katolicy rzymscy – 66,37%
- Grekokatolicy – 3,6%
- Ewangelicy – 16,37%
- Ateiści – 2,34%
- Nie podano – 0,72%